# Церква Преображення Господнього (Дрогобич)
Церква Преображення Господа нашого Ісуса Христа — парафіяльна греко-католицька церква на честь Преображення Господнього у Дрогобичі. Парафія належить до Дрогобицького деканату, Самбірсько-Дрогобицької Єпархії УГКЦ. Престольне свято — 19 серпня (Спаса).

## Історія

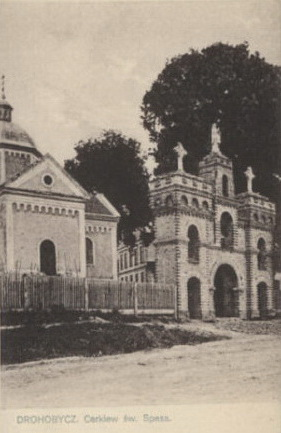
Церква Преображення Господнього. 1930-ті роки

Церква Преображення Господнього розташована на місці давнішої дерев'яної церкви Спаса  Перемишльської єпархії. 
У 1698 році перейменована була на церкву Святого Йосафата, перша згадка про яку датується 16 червня 1682 року. Першим священиком церкви Святого Йосафата був Григорій Стрільбицький. 
Цвинтар на Задвірній (розташований на вулиці М.Грушевського, 81/1) був парафіяльним.
У 1863–1868 роках на місці дерев'яної було збудовано муровану одноверху, хрещату в плані церкву, яку освятили у 1869 році.
1955 року комуністичний режим закрив церкву, а в 1963 році зруйнували браму-дзвіницю, з церкви знесли баню та переробили на шкільне приміщення, будівля була одним з двох корпусів «восьмирічної» СШ №10.
У 1991 році почалось будівництво нової церкви, камінь під будівництво церкви освятив кардинал Мирослав Іван Любачівський.
Спочатку було відновлене старе приміщення церкви, колишній корпус СШ № 10, перше богослужіння в якій відбулось 19 вересня 1993 року.
У 2011 році було закінчене будівництво та внутрішнє оформлення церкви. 
19 серпня 2011 року церкву освятив владика Самбірсько-Дрогобицької єпархії УГКЦ Юліян Вороновський.
При церкві діють: парафіяльний хор «Вірую», хор «Сяйво», дитячий хор «Промінчики», Вівтарна дружина, Молодіжна парафіяльна спільнота «Сонце Тавору», Парафіяльна спільнота «Матері в молитві».  
На будівлі церкви Преображення Господнього встановлено пам'ятну таблицю о. Маркіянові Шашкевичу.

## Світлини

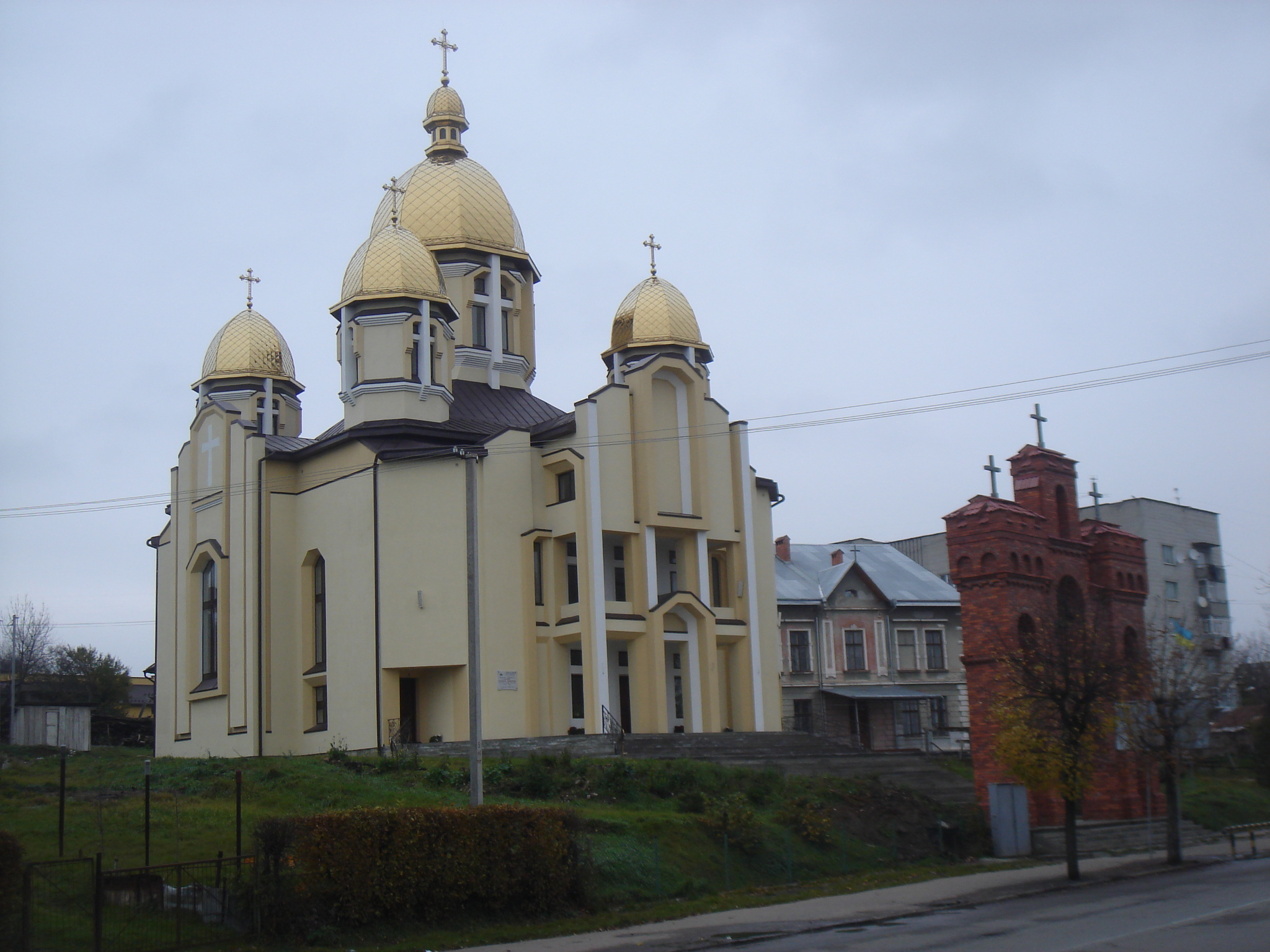
Вигляд з південного заходу
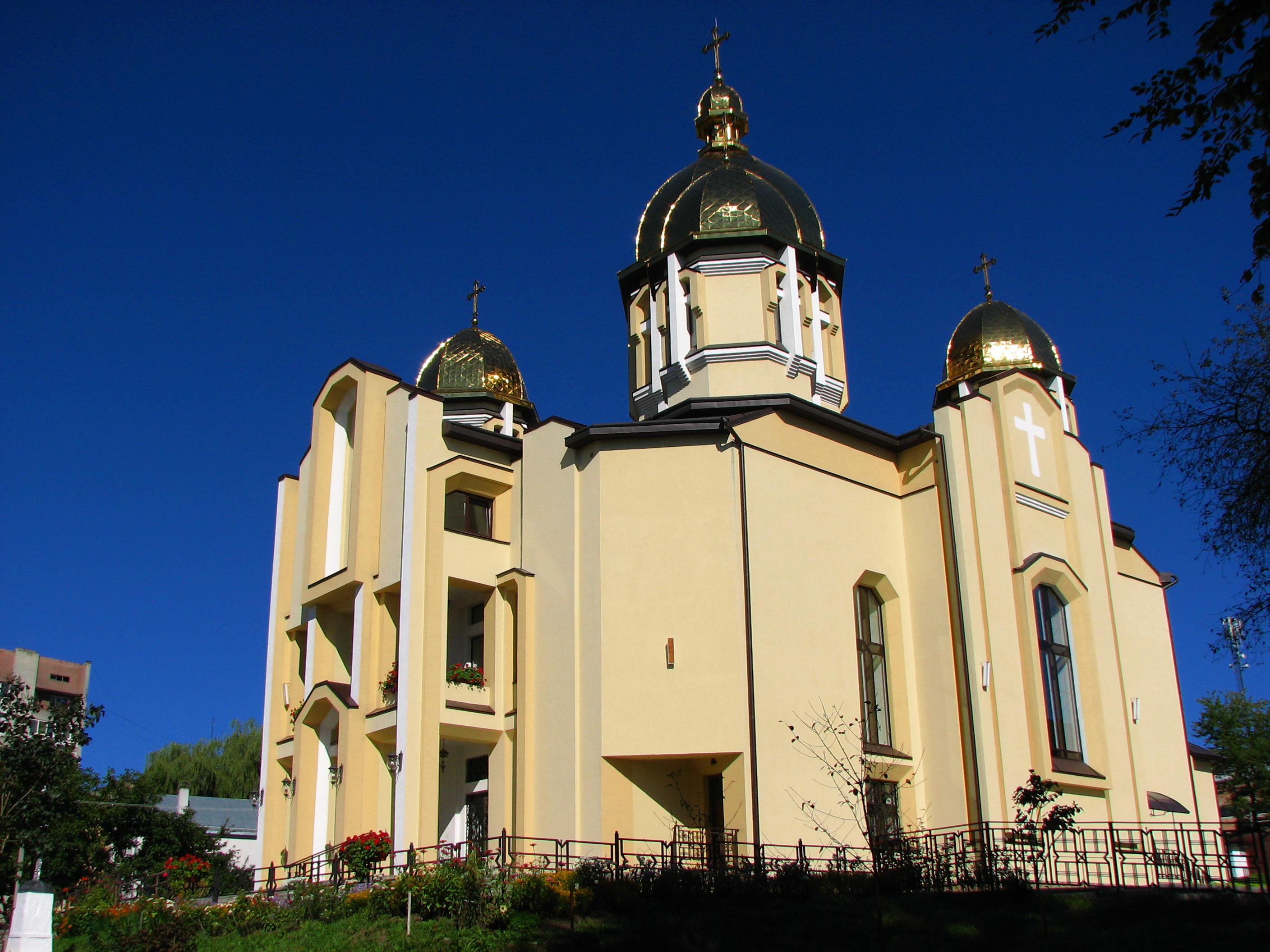
Вигляд з південного сходу